# Tsukuba
Tsukuba (つくば市 Tsukuba-shi) là thành phố thuộc tỉnh Ibaraki, Nhật Bản. Tính đến ngày 1 tháng 10 năm 2020, dân số ước tính thành phố là 241.656 người và mật độ dân số là 850 người/km2. Tổng diện tích thành phố là 283,7 km2.

## Địa lý

### Đô thị lân cận
- Ibaraki
  - Tsukubamirai
  - Jōsō
  - Shimotsuma
  - Chikusei
  - Sakuragawa
  - Ishioka
  - Tsuchiura
  - Ushiku
  - Ryūgasaki

### Khí hậu
| Dữ liệu khí hậu của Tsukuba, Ibaraki     | Dữ liệu khí hậu của Tsukuba, Ibaraki | Dữ liệu khí hậu của Tsukuba, Ibaraki | Dữ liệu khí hậu của Tsukuba, Ibaraki | Dữ liệu khí hậu của Tsukuba, Ibaraki | Dữ liệu khí hậu của Tsukuba, Ibaraki | Dữ liệu khí hậu của Tsukuba, Ibaraki | Dữ liệu khí hậu của Tsukuba, Ibaraki | Dữ liệu khí hậu của Tsukuba, Ibaraki | Dữ liệu khí hậu của Tsukuba, Ibaraki | Dữ liệu khí hậu của Tsukuba, Ibaraki | Dữ liệu khí hậu của Tsukuba, Ibaraki | Dữ liệu khí hậu của Tsukuba, Ibaraki | Dữ liệu khí hậu của Tsukuba, Ibaraki |
| Tháng                                    | 1                                    | 2                                    | 3                                    | 4                                    | 5                                    | 6                                    | 7                                    | 8                                    | 9                                    | 10                                   | 11                                   | 12                                   | Năm                                  |
| ---------------------------------------- | ------------------------------------ | ------------------------------------ | ------------------------------------ | ------------------------------------ | ------------------------------------ | ------------------------------------ | ------------------------------------ | ------------------------------------ | ------------------------------------ | ------------------------------------ | ------------------------------------ | ------------------------------------ | ------------------------------------ |
| Cao kỉ lục °C (°F)                       | 22.2 (72.0)                          | 24.5 (76.1)                          | 26.6 (79.9)                          | 28.8 (83.8)                          | 34.1 (93.4)                          | 35.6 (96.1)                          | 37.3 (99.1)                          | 37.8 (100.0)                         | 36.9 (98.4)                          | 32.7 (90.9)                          | 25.8 (78.4)                          | 24.4 (75.9)                          | 37.8 (100.0)                         |
| Trung bình ngày tối đa °C (°F)           | 9.3 (48.7)                           | 10.2 (50.4)                          | 13.6 (56.5)                          | 18.7 (65.7)                          | 22.7 (72.9)                          | 25.2 (77.4)                          | 29.1 (84.4)                          | 30.6 (87.1)                          | 26.8 (80.2)                          | 21.3 (70.3)                          | 16.3 (61.3)                          | 11.5 (52.7)                          | 19.6 (67.3)                          |
| Trung bình ngày °C (°F)                  | 3.1 (37.6)                           | 4.2 (39.6)                           | 7.7 (45.9)                           | 12.8 (55.0)                          | 17.4 (63.3)                          | 20.8 (69.4)                          | 24.6 (76.3)                          | 25.9 (78.6)                          | 22.3 (72.1)                          | 16.6 (61.9)                          | 10.5 (50.9)                          | 5.3 (41.5)                           | 14.3 (57.7)                          |
| Tối thiểu trung bình ngày °C (°F)        | −2.8 (27.0)                          | −1.8 (28.8)                          | 1.7 (35.1)                           | 6.9 (44.4)                           | 12.3 (54.1)                          | 16.9 (62.4)                          | 21.0 (69.8)                          | 22.1 (71.8)                          | 18.5 (65.3)                          | 12.1 (53.8)                          | 5.2 (41.4)                           | −0.5 (31.1)                          | 9.3 (48.8)                           |
| Thấp kỉ lục °C (°F)                      | −14.8 (5.4)                          | −17.0 (1.4)                          | −11.6 (11.1)                         | −6.4 (20.5)                          | −2.6 (27.3)                          | 5.7 (42.3)                           | 9.8 (49.6)                           | 12.0 (53.6)                          | 5.0 (41.0)                           | −1.4 (29.5)                          | −7.8 (18.0)                          | −11.9 (10.6)                         | −17.0 (1.4)                          |
| Lượng Giáng thủy trung bình mm (inches)  | 50.6 (1.99)                          | 47.1 (1.85)                          | 95.5 (3.76)                          | 109.8 (4.32)                         | 129.8 (5.11)                         | 131.8 (5.19)                         | 134.6 (5.30)                         | 118.2 (4.65)                         | 187.6 (7.39)                         | 193.5 (7.62)                         | 79.1 (3.11)                          | 48.5 (1.91)                          | 1.326 (52.20)                        |
| Lượng tuyết rơi trung bình cm (inches)   | 6 (2.4)                              | 5 (2.0)                              | 1 (0.4)                              | 0 (0)                                | 0 (0)                                | 0 (0)                                | 0 (0)                                | 0 (0)                                | 0 (0)                                | 0 (0)                                | 0 (0)                                | 1 (0.4)                              | 13 (5.1)                             |
| Số ngày giáng thủy trung bình (≥ 1.0 mm) | 4.3                                  | 5.0                                  | 9.0                                  | 9.8                                  | 10.2                                 | 11.4                                 | 10.4                                 | 7.1                                  | 10.4                                 | 10.5                                 | 7.1                                  | 5.0                                  | 100.2                                |
| Số ngày tuyết rơi trung bình (≥ 1 cm)    | 1.3                                  | 1.3                                  | 0.3                                  | 0                                    | 0                                    | 0                                    | 0                                    | 0                                    | 0                                    | 0                                    | 0                                    | 0.2                                  | 3.1                                  |
| Độ ẩm tương đối trung bình (%)           | 64                                   | 63                                   | 66                                   | 70                                   | 75                                   | 81                                   | 82                                   | 81                                   | 82                                   | 81                                   | 78                                   | 70                                   | 74                                   |
| Số giờ nắng trung bình tháng             | 206.8                                | 181.8                                | 182.6                                | 181.4                                | 182.8                                | 129.3                                | 152.8                                | 182.8                                | 136.4                                | 138.4                                | 153.6                                | 185.7                                | 2.014,5                              |
| Nguồn 1: Cục Khí tượng Nhật Bản          |                                      |                                      |                                      |                                      |                                      |                                      |                                      |                                      |                                      |                                      |                                      |                                      |                                      |
| Nguồn 2: 理科年表                        |                                      |                                      |                                      |                                      |                                      |                                      |                                      |                                      |                                      |                                      |                                      |                                      |                                      |